# Elisabeth Ketteler (1480-1510)

Wapen Kettler / von Ketteler

Elisabeth Ketteler ook bekend als Elsbeth von Ketteler (1480 - Schloss Körtlinghausen, ca. 1515) erfvrouwe van Körtlinghausen en Herdringen
Zij was de dochter van Cord Ketteler (1418-1499) en Adelheid van Cobbenrode (1450 - na 1506).
In 1496 trouwde zij met Volpert von Fürstenberg. Kort na het huwelijk overleed haar echtgenoot, waarna zij rond 1502 hertrouwde met Johan von Hanxleden (1484 - na 1566) door huwelijk heer van Körtlinghausen en Herdringen. Hij was een zoon van Wigand I van Hanxleden drost te Erwitte (ca. 1440 - 1501) en Elisabeth van Selbach (ca. 1445 - na 1501). Met haar huwelijk kwam er een einde aan de tak van Hüsten en kwam Körtlinghausen met de Kettelburg bij Arnsberg behorend bij het Rittergut Herdringen, dat haar vader erfde van Diederik Kettler zu Herdringen, in handen van het geslacht van Hanxleden. Uit haar huwelijk zijn de volgende kinderen geboren:
- Wigand von Hanxleden heer van Körtlinghausen en Herdringen (1515-1576)

Zij is overleden op het tussen Rüthen en Warstein gelegen Schloss Körtlinghausen.

Wapen von Hanxleben
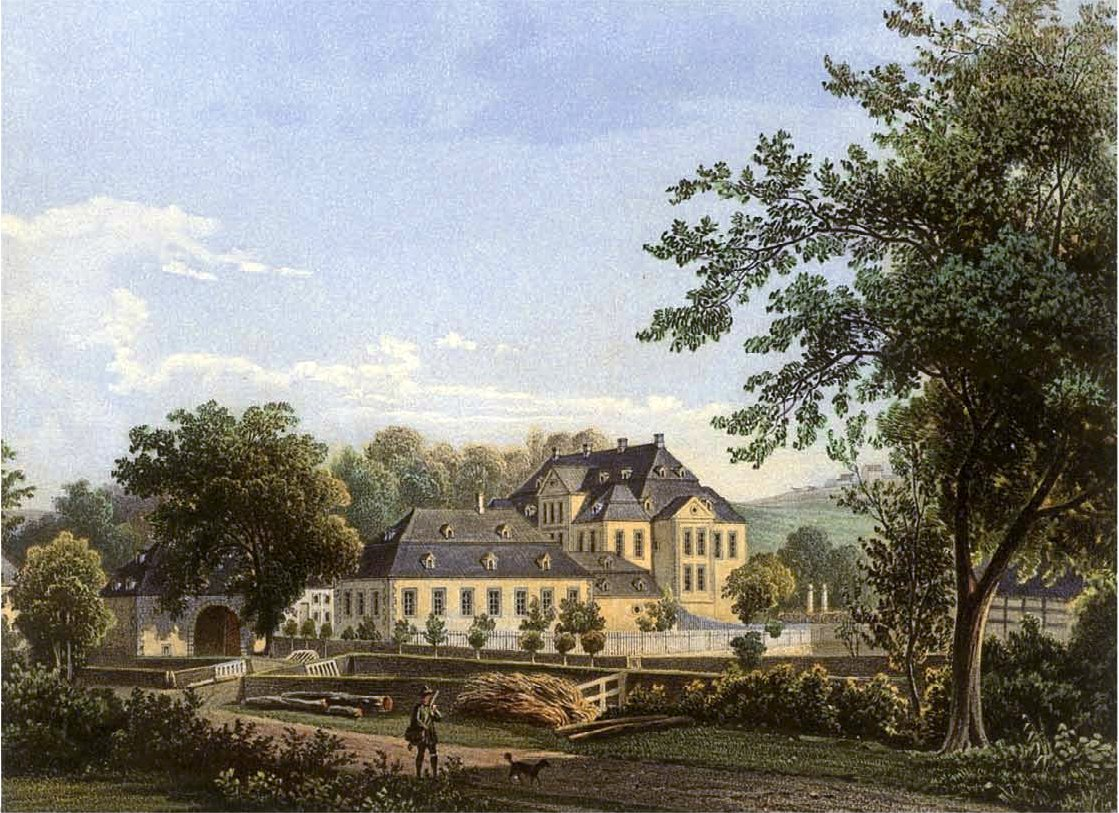
Schloss Koertlinghausen
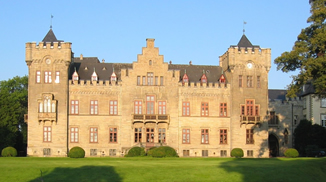
Schloss Herdringen